# Élections générales uruguayennes de 2024
Les élections générales uruguayennes de 2024 ont lieu les 27 octobre et 24 novembre 2024 afin d'élire simultanément le président et le vice-président de l'Uruguay ainsi que les 99 membres de la Chambre des représentants et les 30 membres du Sénat. Un double référendum constitutionnel a lieu en même temps que le premier tour.
Le président sortant Luis Lacalle Pou n'est pas candidat à sa réélection, la Constitution interdisant les mandats présidentiels consécutifs. Sa formation, le Parti national, présente par conséquent la candidature d'Álvaro Delgado. Il affronte au second tour le candidat du Front large, Yamandú Orsi, qui l'emporte. Le Front large remporte également la majorité au Sénat, mais manque de peu celle à la Chambre des représentants.

## Contexte

### Alternance en 2019

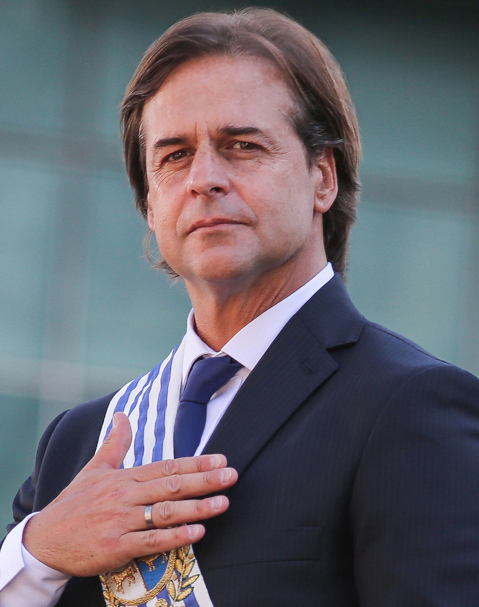
Luis Lacalle Pou.

Les précédentes élections en octobre 2019 sont marquées par une alternance avec la défaite du Front large, au pouvoir depuis 2004. Le candidat du Parti national, Luis Alberto Lacalle Pou, l'emporte au second tour sur celui du Front large, Daniel Martínez. Bien que bénéficiant d'un bon bilan économique, le gouvernement sortant pâtit électoralement de la hausse de l'insécurité, qui occupe depuis 2009 une place croissante dans le débat politique. Lacalle Pou l'emporte néanmoins de justesse avec 50,79 % des voix, un résultat bien en-deçà de ce que laissaient augurer les sondages. C'est la première fois qu'un candidat de droite remporte la présidentielle depuis 1994, et la première fois qu'un candidat du Parti national l'emporte depuis la victoire de son père, Luis Alberto Lacalle, à l'élection de 1989,,. 
En minorité dans les deux chambres du Parlement, le Parti national bénéficie du soutien du Parti colorado, du Parti indépendant et de Cabildo ouvert, formation d'extrême droite fondée par le controversé Guido Manini Ríos (en). Malgré les tensions provoqués par ce dernier, cette alliance permet au gouvernement Lacalle Pou de disposer d'une majorité absolue à la Chambre des représentants et au Sénat,.

### Gouvernement Lacalle Pou
Dès ses débuts, le nouveau gouvernement doit faire face à la pandémie de Covid-19. En deux ans, 74 % de la population est vaccinée avec au moins une dose et 68 % avec deux doses du vaccin chinois Sinovac.
Au cours de ses 100 premiers jours, Luis Alberto Lacalle Pou réalise sa promesse de campagne de faire voter des réformes économiques, fiscales, sociales et sécuritaires au moyen d'une « loi d'urgence ». L'opposition menée par le Front large parvient cependant à recueillir les signatures nécessaires pour le déclenchement d'un référendum d'initiative populaire sur 135 articles de la loi. Organisé le 27 mars 2022, le référendum voit la population rejeter l'abrogation de la loi par 50,02 % des voix. Il s'agit alors d'une importante victoire politique pour le chef de l'État, dont la loi est l'un des projets phare,. Cette victoire est cependant perçue comme « à la Pyrrhus » car elle a permis la remobilisation et le renforcement de l'opposition,.
Un scandale secoue également le gouvernement courant 2022, avec la mise en accusation d'un membre haut placé de l'administration, Alejandro Astesiano, pour la fabrication de faux passeports et cartes d'identité pour des citoyens russes. L'affaire est un coup dur pour le président Lacalle Pou, qui renvoie son proche collaborateur. Le scandale intervient dans le contexte des sanctions imposées à la Russie en réaction à son invasion de l'Ukraine, condamnée par le président uruguayen.
Le gouvernement fait par la suite face à une importante sécheresse provoquée par une phase froide d'El Niño – Oscillation australe, ce qui l'amène à décréter l'état d'urgence agricole d'octobre 2022 à avril 2023,. La réduction de l'accès à l'eau potable — dont la salinité augmente faute d'infrastructures suffisantes — ainsi que l'impact des restrictions sur l'économie nationale provoquent des manifestations, tandis que le gouvernement conduit une campagne de sensibilisation sur les économies d'eau,.

## Système électoral
L'ensemble des scrutins se déroule simultanément, le seul vote de l'électeur pour un parti comptant pour ses candidats à la présidence, à la vice-présidence, à la Chambre des représentants et au Sénat, selon un système électoral connu sous le nom de Ley de lemas.

### Président
Le président uruguayen est élu en même temps que son vice-président au scrutin uninominal majoritaire à deux tours pour un mandat de cinq ans non renouvelable de manière consécutive. Si aucun candidat ne remporte la majorité absolue des voix dès le premier tour, un second est organisé entre les deux candidats arrivés en tête, et celui recueillant le plus de suffrages est déclaré élu.

### Parlement
L'Uruguay est dotée d'un parlement bicaméral appelé Assemblée générale. Celle-ci est composée d'une chambre basse, la Chambre des représentants, et d'une chambre haute, le Sénat. Toutes deux sont renouvelées simultanément pour un mandat de cinq ans.
La Chambre des représentants est dotée de 99 sièges pourvus au scrutin proportionnel plurinominal dans 19 circonscriptions correspondant aux départements du pays. Le nombre de sièges est attribué en fonction de leurs populations, avec un minimum de deux sièges par département.
Le Sénat est quant à lui doté de 30 sièges pourvus au scrutin proportionnel plurinominal selon la même méthode, mais au sein d'une unique circonscription nationale.
Une fois le décompte des suffrages terminé, la répartition des sièges se fait à la proportionnelle sur la base du quotient simple, et les sièges restants selon la méthode de la plus forte moyenne.
Les candidats doivent avoir au moins 25 ans pour être député et 30 ans pour être sénateur. Le vice-président devient également le président du Sénat. Le nombre de sièges composant celui-ci étant pair, la voix du vice-président peut être déterminante pour départager les votes à la majorité absolue.

## Forces en présence
| Parti | Parti                                | Idéologie                                                                       | Candidat          | Résultats de 2019                        |
| ----- | ------------------------------------ | ------------------------------------------------------------------------------- | ----------------- | ---------------------------------------- |
|       | Front large Frente Amplio (FA)       | Gauche à centre gauche Socialisme démocratique, social-démocratie, progressisme | Yamandú Orsi      | 39,02 % des voix 42 députés 13 sénateurs |
|       | Parti national Partido Nacional (PN) | Droite Nationalisme, national-conservatisme, libéralisme économique             | Álvaro Delgado    | 28,62 % des voix 30 députés 10 sénateurs |
|       | Parti Colorado Partido Colorado (PC) | Centre droit Libéralisme, social-libéralisme, battlisme                         | Andrés Ojeda      | 12,34 % des voix 13 députés 4 sénateurs  |
|       | Cabildo ouvert Cabildo Abierto (CA)  | Droite à extrême droite National-conservatisme, populisme de droite             | Guido Manini Ríos | 11,04 % des voix 11 députés 3 sénateurs  |

## Résultats
|                       |                                               |                                         |              |              |             |               |         |               |        |               |  |  |  |  |
| Parti                 | Parti                                         | Candidats à la présidence et colistiers | Premier tour | Premier tour | Second tour | Second tour   | Sièges  | Sièges        | Sièges | Sièges        |  |  |  |  |
| Parti                 | Parti                                         | Candidats à la présidence et colistiers | Votes        | %            | Votes       | %             | Chambre | +/–           | Sénat  | +/–           |  |  |  |  |
|                       | Front large (FA)                              | Yamandú Orsi Carolina Cosse             | 1 071 826    | 46,12        | 1 196 798   | 52,08         | 48      | 6             | 16     | 3             |  |  |  |  |
|                       | Parti national (PN)                           | Álvaro Delgado Valeria Ripoll           | 655 426      | 28,20        | 1 101 296   | 47,92         | 29      | 1             | 9      | 1             |  |  |  |  |
|                       | Parti Colorado (PC)                           | Andrés Ojeda Robert Silva               | 392 592      | 16,89        |             |               | 17      | 4             | 5      | 1             |  |  |  |  |
|                       | Identité souveraine (IS)                      | Gustavo Salle Maria Canoniero           | 65 796       | 2,83         | 2           | 2             | 0       | en stagnation |        |               |  |  |  |  |
|                       | Cabildo ouvert (CA)                           | Guido Manini Ríos Lorena Quintana       | 60 549       | 2,61         | 2           | 9             | 0       | 3             |        |               |  |  |  |  |
|                       | Parti indépendant (PI)                        | Pablo Mieres Mónica Bottero             | 41 618       | 1,79         | 1           | en stagnation | 0       | en stagnation |        |               |  |  |  |  |
|                       | Part constitutionnel environnemental (PCA)    | Eduardo Lust Luján Criado               | 11 865       | 0,51         | 0           | en stagnation | 0       | en stagnation |        |               |  |  |  |  |
|                       | Assemblée populaire (UP)                      | Gonzalo Martínez Andrea Revuelta        | 10 102       | 0,43         | 0           | en stagnation | 0       | en stagnation |        |               |  |  |  |  |
|                       | Parti écologiste radical intransigeant (PERI) | César Vega Sergio Billiris              | 9 281        | 0,40         | 0           | 1             | 0       | en stagnation |        |               |  |  |  |  |
|                       | Changements nécessaires (PCN)                 | Guillermo Franchi Virginia Vaz          | 3 183        | 0,14         | 0           | en stagnation | 0       | en stagnation |        |               |  |  |  |  |
|                       | Parti républicain en avant (A)                | Martín Pérez Banchero Daniel Isi        | 1 909        | 0,08         | 0           | en stagnation | 0       | en stagnation |        |               |  |  |  |  |
|                       |                                               |                                         |              |              |             |               |         |               |        |               |  |  |  |  |
| Votes valides         | Votes valides                                 | Votes valides                           | 2 324 147    | 95,10        | 2 298 094   | 94,31         |         |               |        |               |  |  |  |  |
| Votes blancs          | Votes blancs                                  | Votes blancs                            | 32 356       | 1,32         | 38 478      | 1,58          |         |               |        |               |  |  |  |  |
| Votes nuls            | Votes nuls                                    | Votes nuls                              | 87 398       | 3,58         | 100 261     | 4,11          |         |               |        |               |  |  |  |  |
| Total                 | Total                                         | Total                                   | 2 443 901    | 100          | 2 436 833   | 100           | 99      | en stagnation | 30     | en stagnation |  |  |  |  |
| Abstention            | Abstention                                    | Abstention                              | 283 219      | 11,65        | 290 287     | 10,64         |         |               |        |               |  |  |  |  |
| Inscrit/participation | Inscrit/participation                         | Inscrit/participation                   | 2 727 120    | 88,35        | 2 727 120   | 89,36         |         |               |        |               |  |  |  |  |

## Analyse et conséquences

Candidat arrivé en tête par département au 1er tour.

Candidat arrivé en tête par département au 2e tour.

Si la participation se maintient à un très haut niveau avec près de 90 % de votants au premier tour dans un contexte de vote obligatoire, le pourcentage de votes blancs ou invalides atteint près de 5 % du total des suffrages, un record dans le pays. Les deux propositions soumises le même jour à référendum sont rejetées, dont notamment l'abaissement de l'âge de départ à le retraite, à laquelle s'opposaient les principaux candidats.
Le premier tour voit le Front large (FA) arriver largement en tête, permettant à son candidat à la présidentielle, Yamandú Orsi, de se qualifier pour le second tour. S'il n'obtient pas la majorité absolue des suffrages, la fragmentation de ces derniers entre les différents partis en lice le conduit à décrocher la majorité des sièges au Sénat, où il remporte 16 sièges sur 30. Il n'obtient en revanche que 48 sièges sur 99 à la Chambre des députés, laissant incertaine la capacité des différentes forces à s'allier pour constituer une majorité. Le vice-président et colistier du candidat à la présidentielle devenant de droit président du Sénat, une victoire d'un candidat autre que celui du FA conduirait par ailleurs à la perte de sa majorité au Sénat,. Le Front large appuie sa campagne du soutien de l'ancien président José Mujica, devenu une figure de la gauche uruguayenne, afin de rallier les indécis, en particulier chez les jeunes.
En léger recul, le Parti national parvient à qualifier son candidat, Álvaro Delgado. Dauphin du président sortant Luis Alberto Lacalle Pou, il bénéficie notamment de la bonne popularité de ce dernier, crédité de 50 % d'opinions favorables. Il reçoit les soutiens des principaux candidats de droite disqualifiés au premier tour, ce qui conduit à un second tour jugé très serré, avec un taux élevé d'électeurs se déclarant indécis dans l'entre-deux-tours. L'élection uruguayenne est en effet marquée par une quasi-absence de divergences de point de vue des candidats sur le plan économique, en fort contraste avec les élections organisées chez les voisins brésiliens et argentins, respectivement en 2022 et 2023. Les deux principaux candidats se rejoignent ainsi sur la plupart des sujets économiques, Yamandú Orsi privilégiant simplement les échanges régionaux tandis qu'Álvaro Delgado entend conclure des accords multilatéraux. Tous deux se focalisent notamment sur la relance économique, la réduction du déficit, l'absence d'augmentation d'impôts et la lutte contre la criminalité, notamment liée à la progression des narcotrafics.
Le second tour voit la victoire de Yamandú Orsi sur Álvaro Delgado, mettant fin à cinq années d'opposition pour le Front large. Delgado reconnait sa défaite au lendemain du scrutin, tandis que le président sortant appelle Yamandú Orsi pour le féliciter et préparer la passation de pouvoir. Lors de son discours de victoire, le nouveau président — qui dispose d'une majorité au Sénat mais se trouve en cohabitation à la Chambre — appelle à recourir au « dialogue national ».